# Porta Westfalica
Pour l’article homonyme, voir Porta Westfalica (gorge).
Porta Westfalica est une commune de Rhénanie-du-Nord-Westphalie (Allemagne), située dans l'arrondissement de Minden-Lübbecke, dans le district de Detmold, dans le Landschaftsverband de Westphalie-Lippe. Son chef-lieu est la ville d'Hausberge.
Porta Westfalica comprend environ 36 000 habitants et a été créée en 1973 par la fusion d'une quinzaine de communes. Elle a pris le nom de la gorge de Porta Westfalica, un passage creusé par la Weser entre le Wesergebirge et le Wiehengebirge dans le Weserbergland.
Le monument à l'empereur Guillaume sur le Wittekindsberg est situé sur le territoire de la commune.

## Histoire
| Appartenances historiques Principauté épiscopale de Minden 1397-1648 Royaume de Prusse (Principauté de Minden) 1648-1807 Royaume de Westphalie 1807-1811 Empire français (Ems-Supérieur) 1811-1814 Royaume de Prusse (Province de Westphalie) 1815-1918 République de Weimar 1918-1933 Reich allemand 1933-1945 Allemagne occupée 1945-1949 Allemagne 1949-présent |

## Personnalités liées à la ville
- Kuno von der Goltz (1817-1897), général décédé à Eisbergen.
- Hans Schwier (1926-1996), homme politique né à Lerbeck.
- Manfred Dammeyer (1939-1996), homme politique né à Hausberge.
- Ulrich Daldrup (1947-), homme politique né à Porta Westfalica.
- Junior Malanda (1994-2015), footballeur décédé à Porta Westfalica.